# Omphale flava
Omphale flava är en stekelart som först beskrevs av Howard 1897.  Omphale flava ingår i släktet Omphale och familjen finglanssteklar. Inga underarter finns listade i Catalogue of Life.